# Côte de Meaurain
De  Côte de Meaurain is een helling in Roisin in de Belgische provincie Henegouwen. De voet van de helling bevindt zich aan een brug over de rivier Grande Honnelle, en klimt daarna richting Meaurain. Vlak in de buurt bevindt zich de Côte de la Caillou qui Bique.

## Wielrennen
De helling is opgenomen in de COTACOL-encyclopedie met de 1.000 zwaarste beklimmingen van België.